# 束草站
束草站（：／ Sokcho yeok */?）曾为东海北部线上的一个车站，位于江原道束草市东明洞，已于1950年废止。

## 历史
- 1937年12月1日：开始使用。
- 1950年：朝鲜战争爆发，停用本站。